# Cho Man-sik

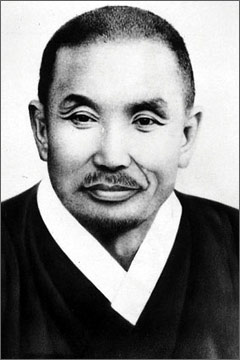

Cho Man-sik , född 1 februari 1883 i Kangsŏ-gun, avrättad oktober 1950 (?), var en nationalistisk kristen aktivist i Koreas självständighetsrörelse.
Cho Man-sik fick en konfuciansk uppfostran, men konverterade till protestantismen och blev utnämnd till äldste. Åren 1908-1913 studerade han vid Meijiuniversitetet i Tokyo, där han kom i kontakt med Gandhis idéer om icke-våld. Under den japanska koloniala ockupationen en framträdande roll i den nationalistiska rörelsen och organiserade bland annat en rörelse som uppmuntrade koreaner att konsumera inhemska produkter.
Efter Japans nederlag i andra världskriget 1945 fick han en kabinettspost i den kortlivade Folkrepubliken Korea och han fortsatte sedan att leda arbetet med folkkommittéer i norra Korea. När Sovjetunionen tagit kontroll över norra Korea blev han utnämnd till chef för den administrativa byrån för de fem nordliga provinserna och han grundade Koreas demokratiska parti i november 1945. På grund av sin religiösa tillhörighet och på sitt motstånd mot Sovjetunionens förvaltarskap av den norra zonen ådrog han sig snabbt de sovjetiska myndigheternas misstänksamhet och han rensades ut 1946, vilket var en del av den ideologiska konsolideringen av Nordkorea. I samband med Koreakrigets utbrott avrättades han.